# Muntele Angavo
Muntele Angavo este un munte din sud-estul Madagascarului.

## Prezentare generală
Muntele Angavo, cunoscut și sub denumirea de Marea Faleză sau Stânca Angavo, devine adesea imposibil de călătorit peste sau printre trecătorile sale, având lângă el o a doua stâncă mai joasă la est, care coboară spre câmpia de coastă. Are o altitudine de 1.248 metri. Angavo este situat la nord de Andalanimanga. Un lac antic numit Lacul Alaotra este situat la poalele versantului masiv. Sudul este ocupat de platourile Mahafaly și Androy formând stânci abrupte care atârnă deasupra mării. Vestul se transformă într-o mare întindere de trepte, iar platoul central este din nou provocat de un versant impracticabil numit Faleza Bongolava. Muntele Ambohitra se află în nordul extrem cu un număr de cratere vulcanice.